# Hombre hecho a sí mismo
Un " hombre hecho a sí mismo " es una persona cuyo éxito es fruto de su propia creación. En la historia intelectual y cultural de los Estados Unidos, la idea del hombre hecho a sí mismo como arquetipo o ideal cultural ocupa un lugar preponderante, pero ha sido criticada por algunos como un mito.
La frase fue acuñada el 2 de febrero de 1842 por Henry Clay en el Senado de los Estados Unidos. Benjamín Franklin, uno de los padres fundadores de los Estados Unidos, ha sido descrito como el mayor ejemplo del hombre hecho a sí mismo. Inspirándose en la autobiografía de Franklin, Frederick Douglass desarrolló el concepto del hombre hecho a sí mismo en una serie de conferencias que abarcaron décadas a partir de 1879. Originalmente, el término se refería a un individuo que surge de un entorno pobre o desfavorecido y alcanza la eminencia en áreas financieras, políticas o de otro tipo fomentando cualidades, como la perseverancia y el trabajo duro, en lugar de lograr estos objetivos a través de una fortuna heredada, conexiones familiares, u otros privilegios. A mediados de la década de 1950, el éxito en los Estados Unidos implicaba generalmente "éxito empresarial".

## Orígenes
En su libro de 1954, The Self-Made Man in America: The Myth of Rags to Riches (El hombre hecho a sí mismo en América: el mito del pobre a rico), Irvin G. Wyllie describió cómo el 2 de febrero de 1832 Henry Clay había "acuñado la frase 'self-made men' durante su discurso ante el Senado de los Estados Unidos. Clay utilizó la frase clásica para describir la "autonomía de nuestros fabricantes... en nombre de un arancel paternalista" y la "ironía ha persistido a lo largo de la historia de las ideas de autoayuda".

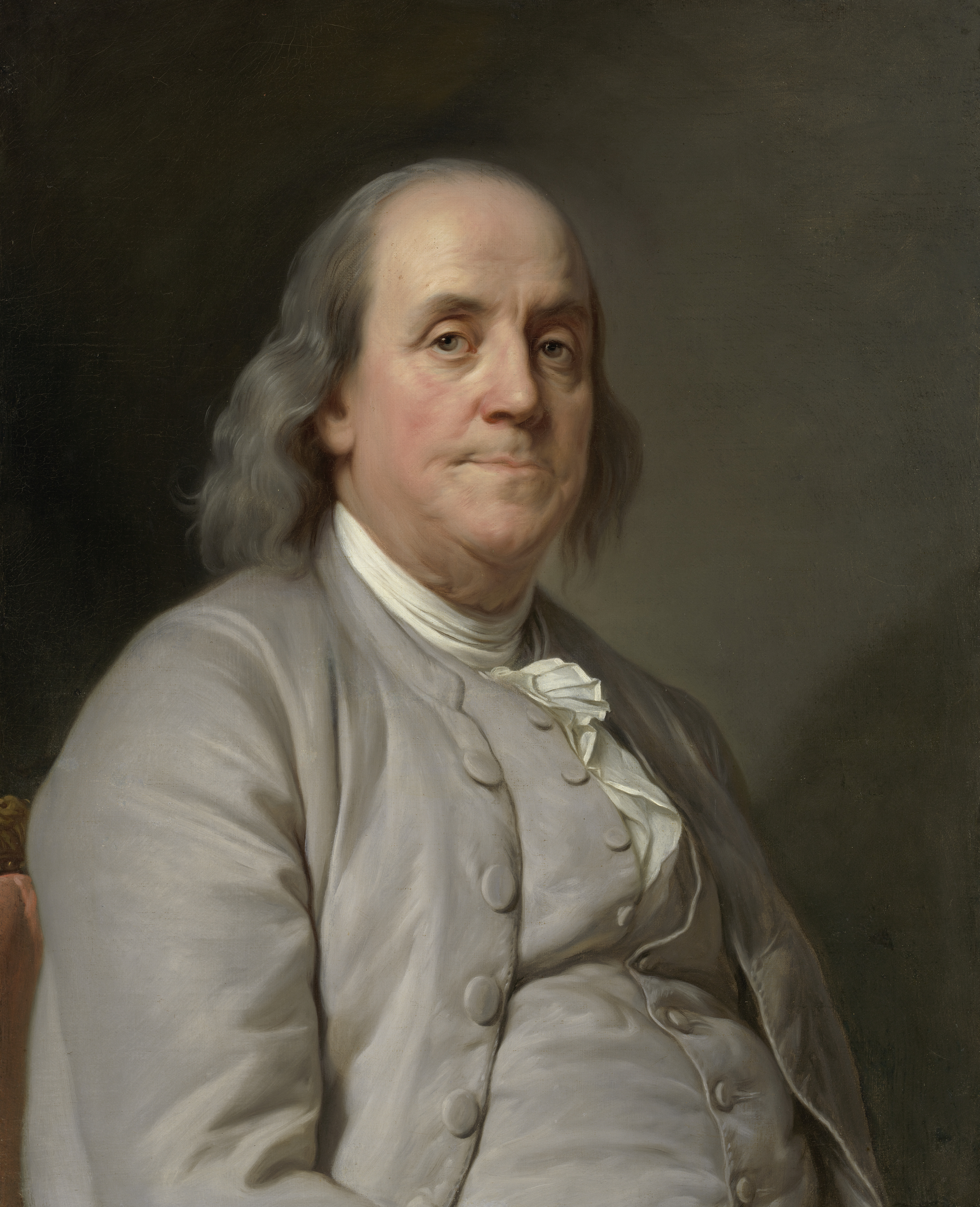
Benjamín Franklin, c. 1785. Óleo de Duplessis

Benjamín Franklin, uno de los padres fundadores de los Estados Unidos, ha sido descrito como "sin duda el hombre original que se hizo a sí mismo". Tanto el concepto del sueño americano como el del hombre hecho a sí mismo están inextricablemente vinculados y tienen sus raíces en la historia de Estados Unidos. La autobiografía de Franklin fue descrita por el editor de la edición de 1916 como "la más notable de todas las historias notables de nuestros hombres hechos a sí mismos". Su autobiografía se utilizó como ilustrativo del viaje del hombre hecho a sí mismo en el siglo XVIII en los Estados Unidos coloniales. Franklin presentó al arquetipo del hombre hecho a sí mismo a través de su propia historia de vida en la que, a pesar de todos los pronósticos, superó sus orígenes bajos y humildes (su padre era fabricante de velas) sobre un conjunto de fuertes valores morales como "industria, economía y perseverancia"  logrando así "eminencia" en la clásica narrativa de la pobreza a la riqueza. Las máximas de Franklin publicadas en su Autobiografía, dirigidas a su propio hijo William, brindan estrategias para alcanzar estatus social en los Estados Unidos, descrito como una "tierra de oportunidades inigualables" en el último cuarto del siglo XVIII.

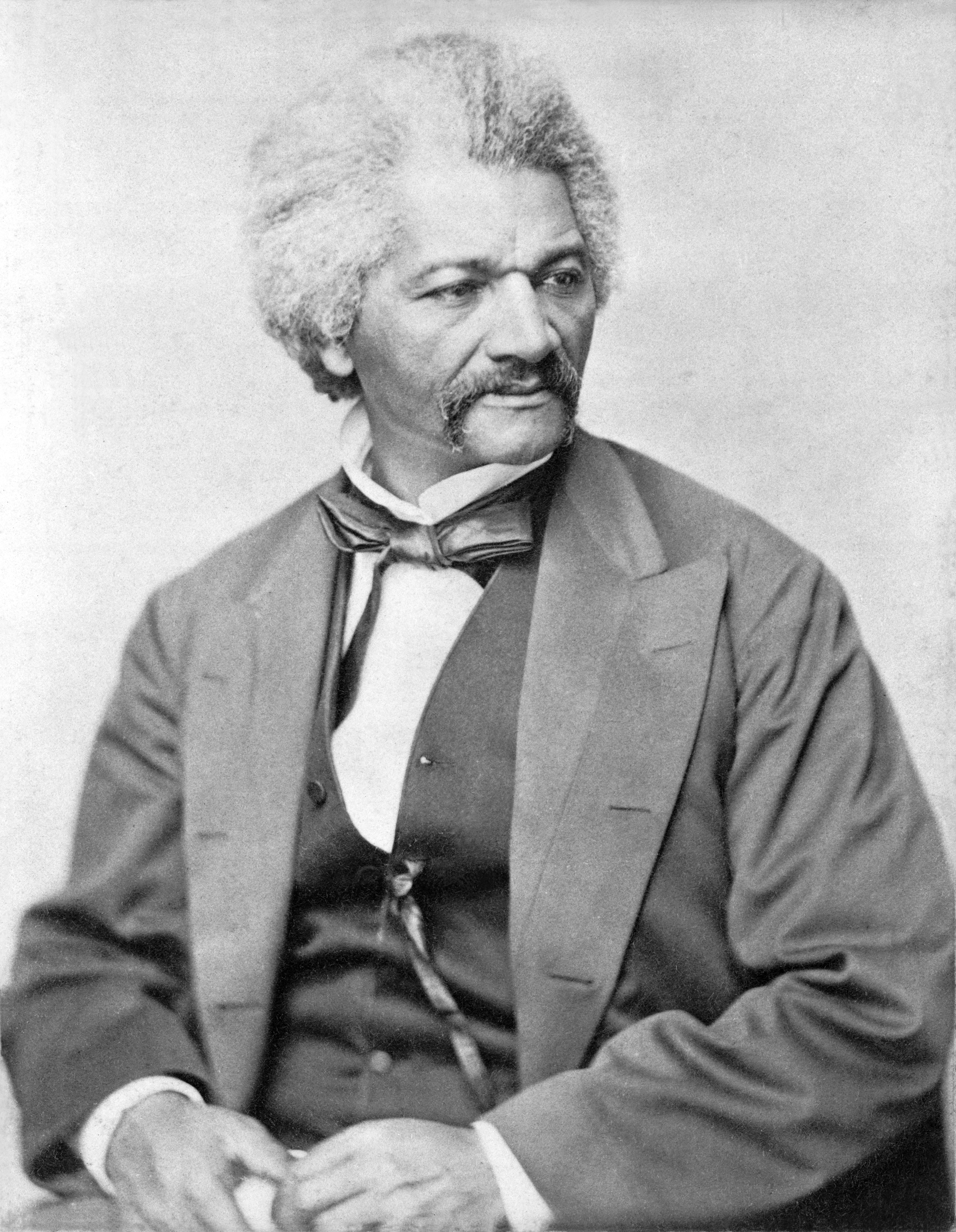
Frederick Douglass, fotografiado entre 1850 y 1860.

Frederick Douglass desarrolló los conceptos en una serie de conferencias "Self-Made Men" desde 1859 en adelante, por ejemplo en 1895,  que fueron publicados y archivados en "The Frederick Douglass Papers at the Library of Congress".  Proporcionó una de sus descripciones más detalladas del hombre hecho a sí mismo, 

Los hombres que se han hecho a sí mismos son los hombres que, bajo dificultades peculiares y sin la ayuda ordinaria de las circunstancias favorables, han alcanzado conocimiento, utilidad, poder y posición y han aprendido de sí mismos los mejores usos que se puede dar a la vida en este mundo y en el mundo. los ejercicios de estos usos para desarrollar un carácter digno. Son los hombres que poco o nada deben al nacimiento, a las relaciones, al entorno amistoso; a la riqueza heredada o a los medios de educación aprobados tempranamente; quiénes son lo que son, sin la ayuda de condiciones favorables mediante las cuales otros hombres suelen ascender en el mundo y lograr grandes resultados. ... Son los hombres que, en un mundo de escuelas, academias, colegios y otras instituciones de aprendizaje, a menudo se ven obligados por circunstancias hostiles a adquirir su educación en otro lugar y, en medio de condiciones desfavorables, a labrarse un camino hacia el éxito. , y así convertirse en arquitectos de su propia buena fortuna. ... De las profundidades de la pobreza, personas como éstas han surgido a menudo. ... Del hambre, de los harapos y de la miseria, han venido..."
Frederick Douglass. 1872. "Self-Made Men" (full-text)

En su conferencia de 1872, Douglass señaló que "no existían hombres que se hicieran a sí mismos. Ese término implica una independencia individual del pasado y del presente que nunca puede existir... Nuestras mejores y más valiosas adquisiciones se han obtenido ya sea de nuestros contemporáneos o de aquellos que nos han precedido en el campo del pensamiento y el descubrimiento. Todos hemos mendigado, tomado prestado o robado. Hemos cosechado donde otros han sembrado, y lo que otros han desperdiciado, lo hemos recogido." 
Franklin y Frederick Douglass,  describen la "hombre hecho a sí mismo" en un lenguaje similar: "Un hombre sin posesiones y sin las trabas de la autoridad es el estado inicial necesario para el potencial hombre hecho a sí mismo. La clave es adquirir esas posesiones y poder sin ayuda. El objetivo, entonces, no es hacerse famoso o rico en el sentido literal, sino participar en algo mítico.
Abraham Lincoln, Michael Faraday, George Stephenson, Charles Dickens, Frederick Douglass, PT Barnum, Booker T. Washington, Andrew Carnegie y Henry Ford también han sido descritos como hombres que se hicieron a sí mismos. Tanto Lincoln, como Carnegie como Lee Iacocca reconocen que sus propias autobiografías fueron influenciadas por las de Franklin. Tanto Lincoln como Ronald Reagan describieron sus propios orígenes como algo desfavorecidos para reflejar la narrativa de los hombres que se hicieron a sí mismos. Blumenthal comenzó su biografía de Lincoln de 2016, Un hombre hecho a sí mismo, con la frase "Yo solía ser un esclavo", en referencia a la afirmación de Lincoln en 1856 de que su "padre dominante y sin educación" "explotó" al joven Lincoln "alquilándolo" a "vecinos rurales de Indiana".

## En la literatura y la cultura popular

### Ragged Dick(1868)
La serie de seis volúmenes Ragged Dick de Horatio Alger Jr., que comenzó con la primera novela completa, Ragged Dick, publicada en mayo de 1868, un Bildungsroman "cuyo nombre se convirtió en sinónimo de la narrativa de la pobreza a la riqueza", donde el joven Dick finalmente se convirtió en el exitoso y distinguido Richard Hunter. 

### El gran Gatsby(1925)
En la obra maestra de F. Scott Fitzgerald, El gran Gatsby, se describe la caída del "arquetípico, aunque algo equivocado"  "hombre socialmente ambicioso hecho a sí mismo" Jay Gatsby, quien surgió de "una infancia oscura y empobrecida en el Medio Oeste para convertirse en un centro rico y solicitado de la sociedad de Long Island". Gatsby contrasta con Ben Franklin y los personajes de las novelas de Horatio Alger Jr., como "hombres hechos a sí mismos" exitosos. Su historia sirve como advertencia sobre el sueño americano, donde "un destino infeliz es inevitable para el individuo pobre y esforzado, y a los ricos se les permite continuar sin castigo su trato descuidado de las vidas de los demás".

## Crítica del concepto
Irvin G. Wyllie describió en 1966 como Henry Clay había "acuñado la frase 'self-made men' para describir la "autonomía de nuestros fabricantes... en nombre de un arancel paternalista" y la "ironía ha persistido a lo largo de la historia de las ideas de autoayuda".  Para Wyllie, el éxito en los Estados Unidos a mediados de la década de 1950 implicaba generalmente "éxito empresarial".
La idea de "hecho a sí mismo" ha sido objeto de críticas. En 2011, Mike Myatt en Forbes escribe que "detrás de cada éxito hay importantes inversiones y contribuciones de algunas, si no de todas, las siguientes personas: familiares, amigos, asociados, protagonistas, antagonistas, asesores, profesores, autores, mentores, entrenadores, y la lista podría ir en". Malcolm Gladwell afirma que "el éxito es producto de la cultura de origen y de lo que sus padres, bisabuelos y tatarabuelos hacían para ganarse la vida".
En septiembre de 2011, la senadora estadounidense Elizabeth Warren cuestionó el concepto del hombre hecho a sí mismo en un vídeo que se volvió viral  y obtuvo más de un millón de visitas en YouTube. Warren afirmó que "no hay nadie en este país que se haya hecho rico por su cuenta. Nadie".